# Same Love
"Same Love"는 미국의 힙합 듀오 매클모어 & 라이언 루이스의 노래로, 가수 메리 램버트가 피처링으로 참여하였다. 워싱턴주 동성결혼 합법화 법안(R-74) 지지자들의 비공식적인 민중가요로 사용되었고, 미국 빌보드 핫 100 11위를 기록했다. 이후 그래미 어워드 올해의 노래 후보에 올랐다.

## 배경
매클모어는 "Same Love"가 힙합의 동성애에 대한 태도에 대한 불만에서 나왔다고 밝혔다.
여성혐오와 호모포비아는 힙합 문화에서 허용되는 두 종류의 차별이에요. 2012년이에요. 이에 대한 책임이 있어야 해요. 우리 사회는 진화하고 있고, 힙합은 항상 현재 무엇이 일어나는지를 반영해 왔어요.

## 수상 및 후보
| 시상식                 | 연도 | 부문                             | 결과 | 각주  |
| ---------------------- | ---- | -------------------------------- | ---- | ----- |
| MTV 비디오 뮤직 어워드 | 2013 | 최우수 사회적 메시지가 있는 영상 | 수상 | [ 3 ] |
| 그래미 어워드          | 2014 | 올해의 노래                      | 후보 | [ 4 ] |

## 인증
| 국가                                                            | 인증        | 판매량/출하량 |
| --------------------------------------------------------------- | ----------- | ------------- |
| 오스트레일리아 (ARIA)                                           | 5× 플래티넘 | 350,000       |
| 캐나다 (뮤직 캐나다)                                            | 플래티넘    | 80,000*       |
| 이탈리아 (FIMI)                                                 | 골드        | 15,000*       |
| 뉴질랜드 (RMNZ)                                                 | 2× 플래티넘 | 30,000*       |
| 영국 (BPI)                                                      | 플래티넘    | 600,000       |
| 미국 (RIAA)                                                     | 3× 플래티넘 | 2,000,000     |
| *판매량을 기반으로 한 인증 · 판매량+스트리밍을 기반으로 한 인증 |             |               |